# Toufndé Civé
Toufndé Civé è uno dei sette comuni del dipartimento di Kaédi, situato nella regione di Gorgol in Mauritania. Contava 7.059 abitanti nel censimento della popolazione del 2000.